# Anelaphus transversus
Anelaphus transversus là một loài bọ cánh cứng trong họ Cerambycidae.